# Euphonia cyanocephala
Euphonia cyanocephala là một loài chim trong họ Fringillidae.